# Windows 7
Windows 7 je operacijski sistem za osebne računalnike iz družine operacijskih sistemov Microsoft Windows podjetja Microsoft. Operacijski sistem je bil končan in pripravljen za začetek distribucije 22. julija 2009. V široki prodaji je bil 22. oktobra tistega leta, manj kot tri leta po predhodniku, Windows Vista. Hkrati je izšla tudi različica za strežnike, Windows Server 2008 R2.
Medtem kot je Windows Vista vsebovala številne novosti, je bil Windows 7 zasnovan kot manj radikalna nadgradnja, s ciljem zagotoviti kompatibilnost s strojno in programsko opremo, ki ju je podpirala že Vista. Med promocijo je Microsoft poudarjal podporo za »multi-touch« vhodne naprave, preurejen uporabniški vmesnik z novo opravilno vrstico, preoblikovan sistem za upravljanje lokalnih omrežnih povezav z imenom HomeGroup in pohitritve celotnega sistema. V nasprotju s predhodnimi izdajami Windows niso vključeni nekateri standardni programi, kot so Windows Calendar, Windows Movie Maker ipd., večina jih je na voljo ločeno za brezplačen prenos v paketu Windows Live Essentials.
Na voljo je v šestih različicah, od tega vse razen prve podpirajo 64-bitno procesorsko arhitekturo X86-64.
- Windows 7 Starter
- Windows 7 Home Basic
- Windows 7 Home Premium
- Windows 7 Professional
- Windows 7 Enterprise
- Windows 7 Ultimate

Prodajno je sistem mnogo uspešnejši od predhodne izdaje, kar pripisujejo številnim težavam z uporabnostjo in stabilnostjo, ki so pestile Visto ter so bile v Windows 7 v veliki meri odpravljene. Že v času ob izidu je bila prodaja Windows 7 za več kot dvakrat večja od prodaje Viste v istem obdobju. Aprila 2011 je Windows 7 presegel tržni delež Windows XP, nameščen je bil na slabi tretjini namiznih računalnikov v ZDA (Vista je bila z 19 % na tretjem mestu).